# عبدالله فاطمی
عبدالله فاطمی (زاده ۱۳۰۶ در بروجرد – درگذشته ۱۴ آبان ۱۳۷۳ در تهران) شاعر و ترانه‌سرای ایرانی متخلص به «الفت» بود.

## زندگی‌نامه
عبدالله فاطمی در سال ۱۳۰۶ در شهر بروجرد به دنیا آمد. تحصیلات ابتدایی و دورهٔ متوسطه را در بروجرد به پایان رسانید. از آن پس برای ادامه تحصیل رهسپار تهران شد و به تحصیل پرداخت، اما به عللی نتوانست به تحصیل خود ادامه دهد و نیمه راه متوقف ماند. آنگاه پس از چندی به استخدام وزارت پست و تلگراف درآمد و مشغول کار شد.
الفت شعر و شاعری را از دورهٔ تحصیل در دبیرستان آغاز کرد و در سرودن انواع شعر طبع‌آزمایی کرد، اما طبعش بیشتر به غزل‌سرایی مایل بود. الفت از اواخر دهه ۳۰ در کنار ادیبانی چون رهی معیری، نواب صفا، معینی کرمانشاهی و تورج نگهبان به سرودن شعر و ترانه پرداخته و با آهنگسازان بنامی چون علی تجویدی، همایون خرم، مجید وفادار و عباس شاپوری آثار ماندگاری خلق کرد. او علاوه بر سرودن غزل، سال‌ها با رادیو ایران همکاری داشته و ترانه‌های بسیاری سرود. شرح احوال الفت، درکتاب «طلایه‌داران شعر امروز ایران» به تفصیل آمده‌است، همچنین بعد از وفات او امین‌الله رشیدی بعضی از شعرهای او را در آلبوم خود به کار گرفته‌است. وی در چهاردهم آبان ماه ۱۳۷۳ درگذشت.

## کتاب‌ها
- افق الفت (مجموعه غزلیات)
- مثنوی در مکنون (شرح خورشید و ماه، پریشان و پدرام)[۳]